# 河合象子
河合 象子（かわい きさこ、天保6年閏7月23日〈1835年9月15日〉 - 明治42年〈1909年〉12月16日）は、日本の歌人、教育者。

## 人物
父は三河国吉田藩大河氏の家臣であった山中熊之進、母は中村ひで。天保6年閏7月23日、吉田城下において生まれる。「田鶴」と命名される。父の熊之進は砲術指南を生業としていたが、これとは別に和歌をたしなみ、弟子を100人抱えていたという。母の中村いし（後にひでと改名）は、隣国の遠江国気賀町の出であった。
1859年（安政6年）には父を、1860年（万延元年）には母を相次いで亡くす。
1861年（文久元年）、紀伊国和歌山藩医河合松哲の後妻として迎えられる。が、松哲とは1872年（明治5年）7月に死別する。
1873年（明治6年）4月には松哲の遺児である2児（麻枝・泰三）を連れ、松哲と過ごした熊野を出たのち、東京に移った。松哲にはこのほかに2人の娘がいたが、すでに結婚して家を出ていた。
1875年（明治8年）には浜松女学校に招かれ教授となる。浜松の近くに母の郷里である気賀があり、その生家に寄ることとなる。気賀小学校などで教師として勤務する。
1884年（明治17年）に至って東京に移り、小中村清矩の内弟子となる。
1886年（明治19年）10月1日、松哲ともうけた実子である泰三が伊勢国安濃津において客死する。25歳だった。
1906年（明治39年）には自宅である東京市下谷区谷中清水町に私塾石室舎を設け、古文・和歌を講じるが、2年後にはこれを閉鎖し、母の郷里である静岡県気賀に移り、75歳で亡くなった。
没後、遺稿集が『河合象子遺稿』として刊行された。